# Oliver Schmitz
Pour les articles homonymes, voir Schmitz.
Oliver Schmitz, né en 1960 au Cap (Afrique du Sud), est un réalisateur et scénariste sud-africain d'origine allemande.

## Filmographie partielle

### Au cinéma
- 1988 : Les Vauriens (Mapantsula)
- 1997 : Joburg Stories
- 2000 : Hijack Stories
- 2006 : Paris, je t'aime - segment 19e arrondissement (Place des Fêtes)
- 2010 : Le Secret de Chanda (Life, Above All)
- 2016 : Bergers et Bouchers (Shepherds and Butchers)
- 2017 : 18 Drops

### À la télévision
- 2002 : Das beste Stück (TV)
- 2004 : Prinzessin macht blau (TV)
- 2005 : Was Sie schon immer über Singles wissen wollten (TV)
- 2005 : Plötzlich berühmt (TV)
- 2006 : Pauvres Millionnaires (série télévisée)
- 2007 : Allein unter Töchtern (TV)
- 2008 : Fleisch (TV)
- 2008 : Le Journal de Meg (série télévisée)
- 2006 : Family Mix (Türkisch für Anfänger) (série télévisée)
- 2009 : Die Trickser (TV)
- 2009 : Allein unter Schülern (TV)
- 2011 : Allein unter Müttern (TV)
- 2012 : Willkommen im Krieg (TV)
- 2012 : Allein unter Nachbarn (TV)
- 2013 : Willkommen im Club (TV)
- 2013 : Bella Dilemma - Drei sind einer zu viel (TV)
- 2013 : Christine. Perfekt war gestern! (série télévisée)
- 2014 : Reiff für die Insel - Katharina und die Dänen (TV)
- 2014 : Allein unter Ärzten (TV)
- 2014 : Alle unter eine Tanne (TV)
- 2014 : Frühling in Weiß (TV)
- 2015 : Reiff für die Insel - Katharina und der Schäfer (TV)
- 2015 : Baltic Crimes, épisode 2 : La Honte (TV)
- 2016 : Willkommen in der Patchwork-Hölle (TV)
- 2017 : Liebling, lass die Hühner frei (TV)
- 2017 : Sankt Maik (TV)
- 2019 : Baltic Crimes, épisode 7 : Bateau fantome (TV)